# 越南共和國工兵
工兵是越南共和國軍隊的一個部門，直屬於於後勤總局的行政系統，在總參謀部的統籌指揮下。工兵在軍隊中的職能包括：戰鬥、建造、支援和創作。最初被稱爲”工兵署“，後來改名爲工兵局。工兵部門存在於1951年至1975年4月。
工兵學院1955年12月成立平陽省富強。

## 歷史
順應軍隊的需要，越南共和國軍工兵成立於1951年9月。截至1952年8月，4個軍區共有6個支援工兵連。